# あっ、ども。あらためまして。
『あっ、ども。あらためまして。』は、GRe4N BOYZ名義で初となるオリジナル・アルバム。2024年11月20日にユニバーサルミュージックから発売。

## 解説
GReeeeN名義では最後となる前作『ロッキンビーツ』から約2年ぶりとなる作品。
タイトルはGReeeeNとしての1stアルバム『あっ、ども。はじめまして。』2ndアルバム『あっ、ども。おひさしぶりです。』に次ぐご挨拶タイトルとなった。
ジャケットは1stアルバムのオマージュとなっている。
| タイトル   | 特典       | 規格品番    |
| ---------- | ---------- | ----------- |
| FC限定盤   | 2CD+グッズ | D2CJ-7642   |
| 初回限定盤 | 2CD        | UPCH-7691/2 |
| 通常盤     | 1CD        | UPCH-2270   |

## 収録曲

### CD.1
- 全曲 作詞、作曲：GRe4N BOYZ

1. 少年
編曲：宮田“レフティ”リョウ、GRe4N BOYZ
TVアニメ『ダンジョンに出会いを求めるのは間違っているだろうかⅤ 豊穣の⼥神篇』オープニング主題歌[3]
2. What the "XXXX"
編曲：GRe4N BOYZ
アパレルブランド”©SAINT Mxxxxxx”とのコラボレーションソング[4]
アルバムバージョンでの収録
3. BOOOON
編曲：GRe4N BOYZ
4. 閃光ハヤブサ
編曲：nishi-ken
テレビ東京系アニメ『シンカリオン チェンジ ザ ワールド』オープニングテーマ[5]
5. シオン
編曲：CHOKKAKU
映画『サンセット・サンライズ』インスパイアソング[6]
6. 勿忘草
編曲：横山裕章
MBS・TBS系 アニメイズム『AIの遺電子』エンディングテーマ[7]
7. 春
編曲：春川仁志
8. ゼロ年目からのバインダー
編曲：Kotone、Takuma、ツタナオヒコ
郡山市 市制100周年記念楽曲[8]
9. ひらり
編曲：GRe4N BOYZ、久下真音
テレビ朝日 第55回 全日本大学駅伝 テーマソング[9]
10. ジュブナイル
フジテレビ系 ＋Ultraアニメ『大雪海のカイナ』エンディングテーマ[10]
11. WONDERFUL
編曲：横山裕章
映画『大名倒産』主題歌[11]
12. グリンピース
編曲：SHUN
春日井製菓｢グリーン豆｣ 50周年記念ソング[12]
13. LIFE
編曲：GRe4N BOYZ、SHUN
NHKドラマ10『育休刑事』主題歌[13][14]
14. キセキ GRe4N BOYZ ver.(通常盤のみ)
編曲：SHUN
GReeeeN時代の『キセキ』のセルフカバー

### CD.2

#### FC限定盤
GRe4N BOYZ イマーシブライブシアター 2024“The CUBE”〜何処かに広がる⼤きな声が〜」 アンコールパート収録

#### 初回限定盤
GRe4N BOYZ イマーシブライブシアター 2024“The CUBE”〜何処かに広がる⼤きな声が〜」 本編パート収録